# Dino'Raft
 (décembre 2024).
La mise en forme du texte ne suit pas les recommandations de Wikipédia : il faut le « wikifier ».
Les points d'amélioration suivants sont les cas les plus fréquents. Le détail des points à revoir est peut-être précisé sur la page de discussion.
- Les titres sont pré-formatés par le logiciel. Ils ne sont ni en capitales, ni en gras.
- Le texte ne doit pas être écrit en capitales (les noms de famille non plus), ni en gras, ni en italique, ni en « petit »…
- Le gras n'est utilisé que pour surligner le titre de l'article dans l'introduction, une seule fois.
- L'italique est rarement utilisé : mots en langue étrangère, titres d'œuvres, noms de bateaux, etc.
- Les citations ne sont pas en italique mais en corps de texte normal. Elles sont entourées par des guillemets français : « et ».
- Les listes à puces sont à éviter, des paragraphes rédigés étant largement préférés. Les tableaux sont à réserver à la présentation de données structurées (résultats, etc.).
- Les appels de note de bas de page (petits chiffres en exposant, introduits par l'outil «  Source ») sont à placer entre la fin de phrase et le point final[comme ça].
- Les liens internes (vers d'autres articles de Wikipédia) sont à choisir avec parcimonie. Créez des liens vers des articles approfondissant le sujet. Les termes génériques sans rapport avec le sujet sont à éviter, ainsi que les répétitions de liens vers un même terme.
- Les liens externes sont à placer uniquement dans une section « Liens externes », à la fin de l'article. Ces liens sont à choisir avec parcimonie suivant les règles définies. Si un lien sert de source à l'article, son insertion dans le texte est à faire par les notes de bas de page.
- La présentation des références doit suivre les conventions bibliographiques. Il est recommandé d'utiliser les modèles {{Ouvrage}}, {{Chapitre}}, {{Article}}, {{Lien web}} et/ou {{Bibliographie}}. Le mode d'édition visuel peut mettre en forme automatiquement les références.
- Insérer une infobox (cadre d'informations à droite) n'est pas obligatoire pour parachever la mise en page.

Pour une aide détaillée, merci de consulter Aide:Wikification.
Si vous pensez que ces points ont été résolus, vous pouvez retirer ce bandeau et améliorer la mise en forme d'un autre article.
Dino'Raft est une attraction aquatique de type bouées, située dans le parc d'attractions Walygator Grand Est, en Lorraine et plus précisément en Moselle.
Cette attraction est ouverte depuis 1989, date d'ouverture du parc alors nommé Big Bang Schtroumpf.

## Historique
En 1989, date d'inauguration du parc Big Bang Schtroumpf, l'attraction, alors nommé Odisséa est située dans la zone La Cité des Eaux,.
Odisséa est une attraction de type bouées, érigée par le constructeur Alsthom. Façonnés par le bureau DBE, les décors ont pour thème la mythologie grecque.
En 2003, l'attraction bénéficie de divers travaux de rénovation par Soquet. Les bouées sont remplacées et deviennent désormais chacune d'une couleur différente.
En 2008, après de nombreuses années sous son nom d'origine et sous la direction des frères Le Douarin qui viennent d'acquérir le parc et de le renommer Walygator Parc, l'attraction change de nom, tout en gardant son thème, sous l'appellation sobre Rafting.
En 2015, le parc entreprend un projet de rethématisation complète de la zone,. Ainsi, l'attraction change de thème, ce dernier étant mal-entretenu par la précédente direction. Le nouveau thème se porte sur la période jurassique. Les bouées de l'attraction sont repeintes d'un jaune sable. La file d'attente intérieure de l'attraction est thématisée avec des fossiles factices de dinosaures ou des livres de paléontologue. 
Plusieurs animatroniques de créatures préhistoriques provenant de Chine sont livrées mi-avril. Le parcours de l'attraction possède désormais des animatroniques ainsi que des éléments de thématisation sur le nouveau thème de cette dernière. Le nom change définitivement pour Dino'Raft.

## Déroulement du parcours
Une fois montée à bord d'une des bouées, les visiteurs démarrent l'aventure par une montée en intérieur suivie d'une descente et d'une première vague. Par la suite, après de nombreuses vagues, la bouée s'engouffre dans des cascades. Après quelques dernières vagues, la bouée passe sous un premier pont donnant vu sur la Space Shot ainsi que la zone Far-West du parc pour ensuite passer sous le second pont et revenir en station.

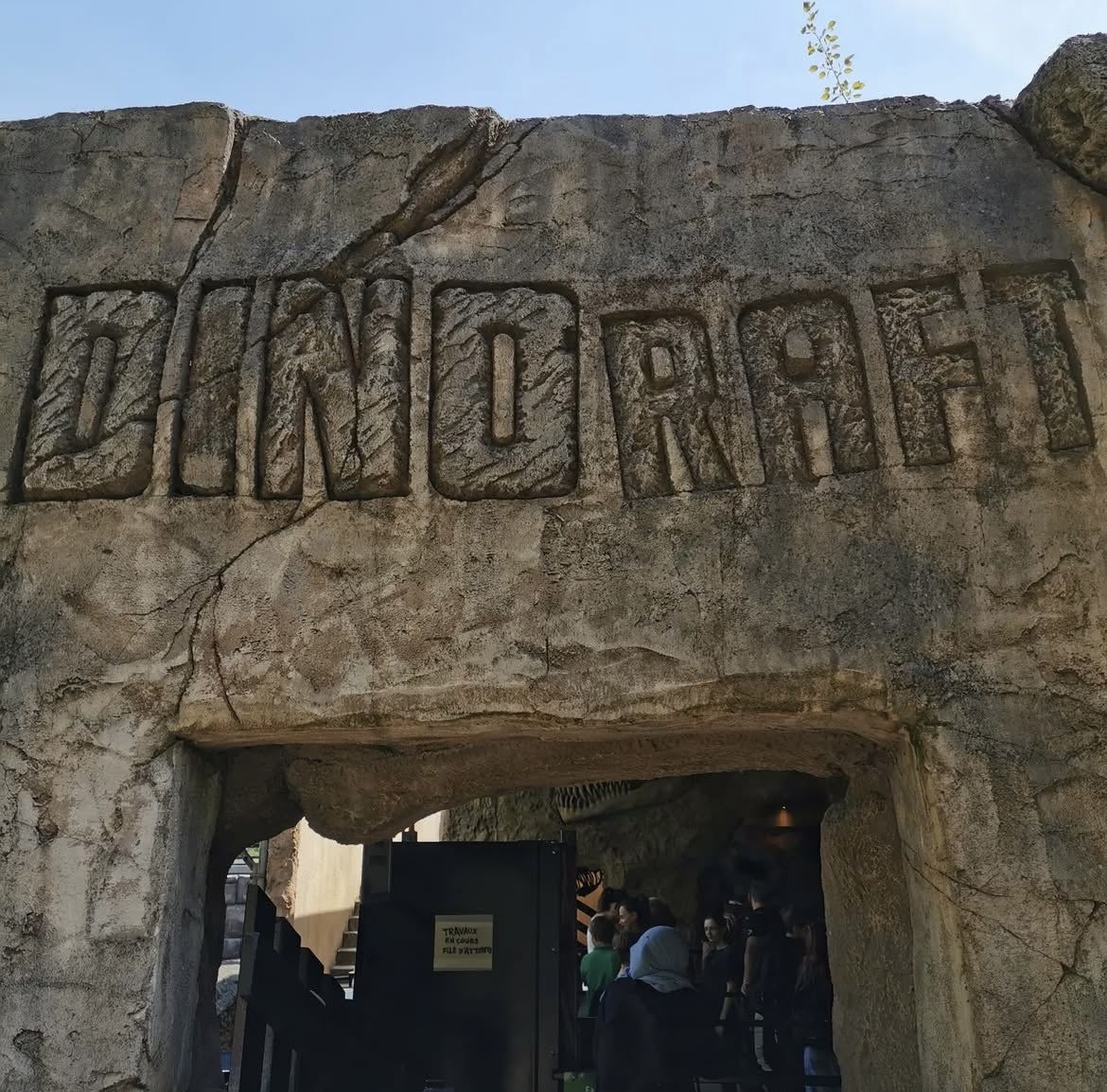
L'entrée de la file d'attente intérieure
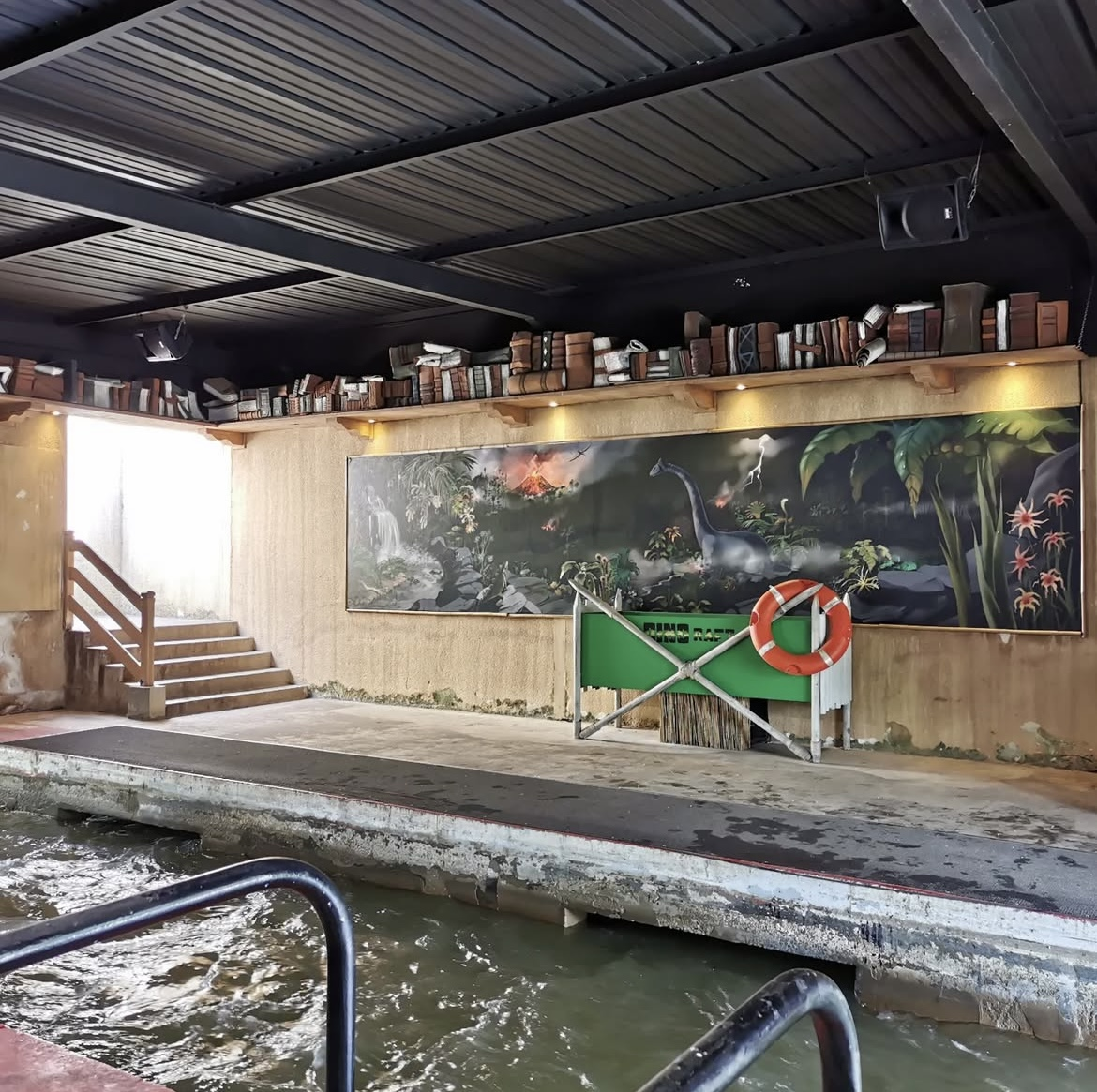
L'embarquement de Dino'Raft
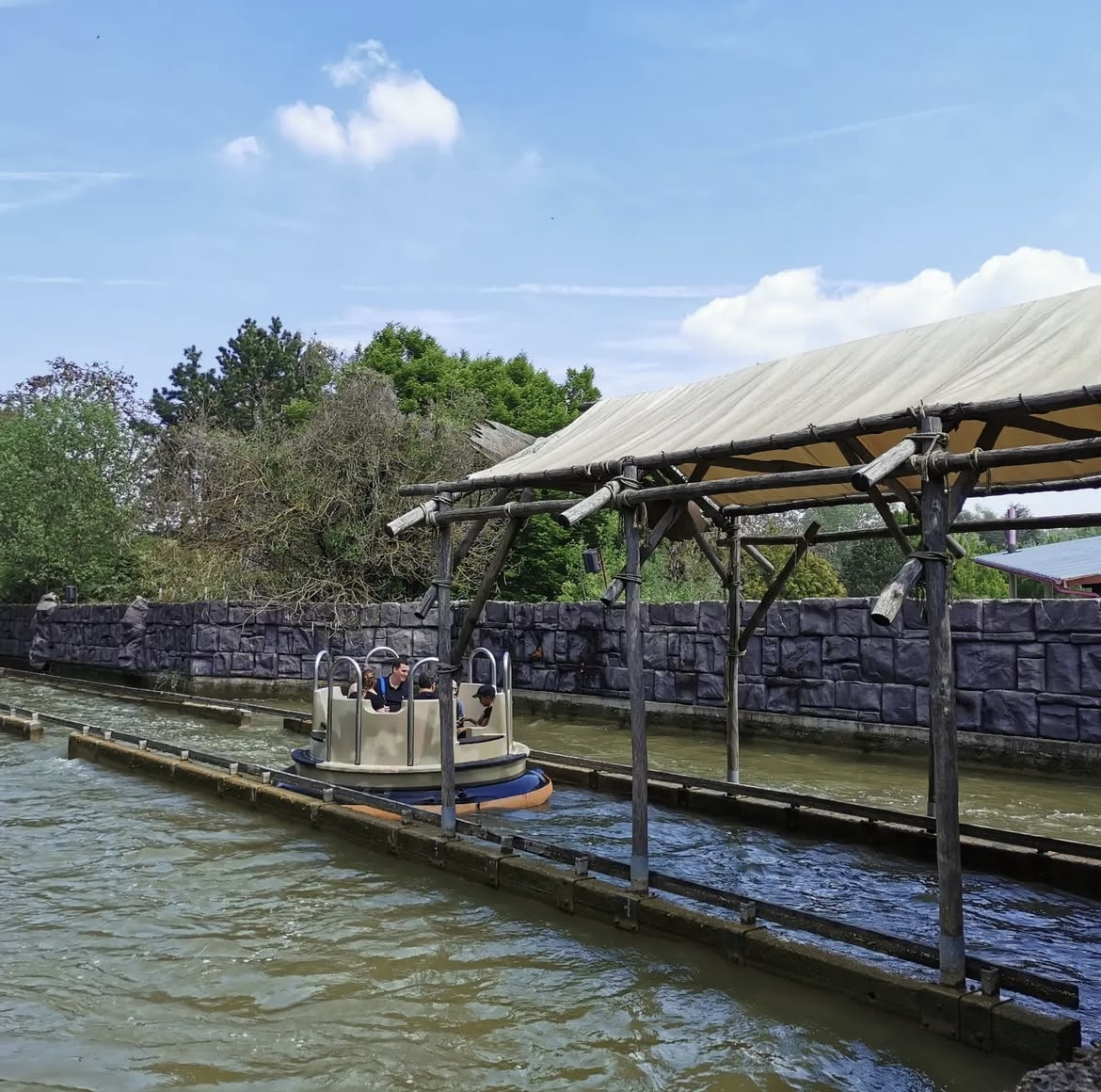
Le retour en station à la fin du parcours